# Glycera epipolasis
Glycera epipolasis är en ringmaskart som först beskrevs av Chamberlin 1919.  Glycera epipolasis ingår i släktet Glycera och familjen Glyceridae. Inga underarter finns listade i Catalogue of Life.